# 9 ud af 10
9 ud af 10 var et tv-quizprogram, der blev sendt på TV 2 i 2006 og var en dansk udgave af Channel 4s quizprogram 8 Out of 10 Cats (en).
TV2-redaktør Christina Buch karakteriserede programmet som en "2006-udgave af Ugen der gak".
Programmet havde premiere den 7. marts 2006 med Annette Heick som vært og blev produceret af Metronome Productions.
Heick var i februar 2006 i England med 9 ud af 10s redaktionschef Lars Daneskov og Metronomes producer Marlene Mortensen for at overvære optagelserne af den originale, engelske udgave.
Der var planlagt 10 udsendelser af programmet forud for dets premiere.
Den 30. marts 2006 forlod Heick værtsjobbet på programmet med øjeblikkelig virkning med den begrundelse, at "de [gerne ville] have, at jeg blev mere cool, kontant, sarkastisk og standup-agtig. Sådan nogle ord kan jeg ikke rigtig sætte på mig selv."
Heick blev afløst af Casper Christensen, der sprang til med meget kort varsel midt under optagelserne til fjerde sæson af komedieserien Klovn.
De to holdkaptajner var Lars Hjortshøj og Søren Østergaard.
Flere kendte danskere deltog i programmet, heriblandt Casper Christensen, Jan Gintberg, Flemming Jensen, Jes Dorph-Petersen, Andrea Elisabeth Rudolph, Charlotte Sachs Bostrup og Sebastian Dorset.
Ekstra Bladets tv-anmelder Hans Flemming Kragh sammenlignede programmet med Ugen der gak med Mette Lisby.

## Modtagelse

### Seertal
Ifølge BT var programmets anden udsendelse hverken "på TV 2s egen TV-topliste eller listen over de fem mest sete TV-underholdningsprogrammer."
Efter den tredje udsendelse erkendte TV 2, at programmet havde for lave seertal. Kanalen valgte derfor at flytte programmets sendetid fra kl. 21:25 til kl. 20:00 gældende efter påske, hvor der var sæsonafslutning på quizprogrammet Er du rigtig klog med Lasse Rimmer og Henriette Honoré.
Ifølge TV2-redaktør Christina Buch skyldtes de lave seertal netop sendetidspunktet, og at "det første program ikke var godt nok."
Da Christensen erstattede Heick som vært steg seertallene fra omkring 400.000 til 473.000, men det var "stadig mere end 100.000 for lidt til at fortrænge 'Desperate Housewives' på 20. pladsen."
Da flytningen af sendetidspunkt trådte i kraft efter påsken, steg seertallene til 904.000 seere.

### Anmeldelser
BTs tv-anmelder Birgitte Grue gav første udsendelse 4 ud af 6 stjerner og skrev, at programmet "tegner til at blive en sjov og for en gangs skyld meget aktuel underholdningsserie".
Grue foreslog imidlertid, at Heick enten blev givet noget bedre materiale, eller at hun fik lov til at "slippe for at forsøge at være morsom."
Politikens tv-anmelder Bo Tao Michaëlis skrev efter første udsendelse, at Heick "[var] en rigtig god værtinde og ankerkvinde for de platte løjer", men at hun ikke var "noget oplagt komisk talent" og skulle "rive vitser af, som er tyndere end skinkeskiver skåret af en skotte og lige så morsomme som melboller uden suppe."